# Stora Sälgtjärnen
Stora Sälgtjärnen är en sjö i Malung-Sälens kommun i Dalarna och ingår i Göta älvs huvudavrinningsområde. Sjöns area är 0,033 kvadratkilometer och den befinner sig 380 meter över havet. Vid provfiske har gädda fångats i sjön.